# Volkmar Denner

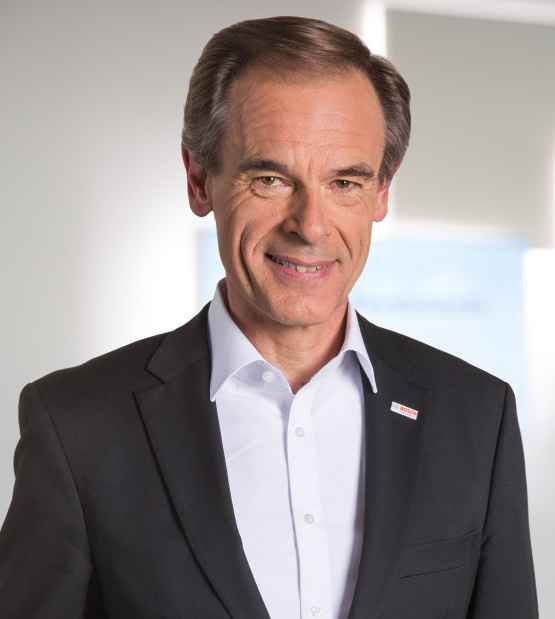
Volkmar Denner 2017

Volkmar Denner (* 30. November 1956 in Uhingen) ist ein deutscher Manager und promovierter Physiker. Er war von 2012 bis 2021 Vorsitzender der Geschäftsführung der Robert Bosch GmbH.

## Leben und Wirken

### Ausbildung und Studium
Nach dem Abitur 1975 absolvierte Denner ein Physikstudium an der Universität Stuttgart, an der er 1981 das Diplomexamen ablegte. Nach einem Forschungsaufenthalt in den USA promovierte er 1985 an der Universität Stuttgart in Physik zum Doktor der Naturwissenschaften.

### Beruf
Im Jahre 1986 begann Denner seine berufliche Laufbahn bei der Stuttgarter Robert Bosch GmbH als Fachreferent Entwicklung Leistungshalbleiter im Geschäftsbereich Halbleiter und elektronische Steuergeräte. Er wurde 1989 Abteilungsleiter Entwicklung Leistungshalbleitertechnologie, 1991 Abteilungsleiter Entwicklung integrierter Schaltkreise und stieg 1994 zum Leiter Verkauf, Steuergeräteentwicklung und Systemapplikation im Geschäftsbereich Motorsteuerungen für Benzinmotoren auf. 1998 wurde er Entwicklungsleiter Motorsteuergeräte, im Jahr 2000 Entwicklungsleiter Motorsteuergeräte sowie in Personalunion Produktmanager Motorsteuergeräte, Geschäftsleiter Verkauf im Geschäftsbereich Halbleiter und elektronische Steuergeräte. 2003 avancierte er zum Vorsitzenden des Bereichsvorstands, Geschäftsbereich Automobilelektronik.
Im Januar 2006 wurde Denner als einer von zehn Geschäftsführern in die Geschäftsführung der Robert Bosch GmbH berufen. Er war als Nachfolger von Franz Fehrenbach ab 1. Juli 2012 Vorsitzender der Geschäftsführung der Robert Bosch GmbH sowie Gesellschafter der Robert Bosch Industrietreuhand KG. Zu seinem Verantwortungsbereich gehörten Unternehmensstrategie, Unternehmenskommunikation sowie Anlagen und Bauten. Er verantwortete als Chief Technical Officer die zentralen Ressorts „Forschung und Vorausentwicklung“, „Koordination Technik“ sowie „Neue Arbeitsgebiete“ und war zuständig für die Gesellschaften Bosch Software Innovations GmbH und Bosch Healthcare Solutions GmbH.
Seine Tätigkeit als Geschäftsführer endete 2021. Als sein Nachfolger zum 1. Januar 2022 wurde Stefan Hartung benannt. Denner bleibt als wissenschaftlicher Berater der Forschung im Bereich der Quantentechnologie dem Unternehmen treu.

## Persönliches
Denner ist verheiratet und hat drei Kinder.

## Schriften
- Beiträge zur einheitlichen Theorie strahlungsloser Multiphononenübergänge. Projektortechniken und unitäre Transformationen. Dissertation, Universität Stuttgart, 1985, 228 S., graph. Darst.